# Ural-Milchlattich
Der Ural-Milchlattich (russisch Цицербита уральская) (Cicerbita uralensis, oder Cicerbita macrophylla subsp. uralensis) ist eine Pflanzenart aus der Gattung Milchlattiche (Cicerbita) innerhalb der Familie der Korbblütler (Asteraceae). Die Art wurde in die Rote Liste der Bedrohten Arten des Mittleren Ural aufgenommen.

## Synonyme
The Plant List führt 2013 die Bezeichnung Lactuca macrophylla subsp. uralensis (Rouy) N.Kilian & Greuter als Synonym.

## Merkmale
Der Ural-Milchlattich ist eine große Staude mit kurzem Rhizom. Sie erreicht eine Höhe von 80 bis 200 cm. Die Wurzeln sind dünn, schnurartig und braun. Der Stängel erreicht an der Basis einen Durchmesser von 10–15 mm. Die Stängel sind gerillt, hohl, im unteren Teil meist kahl oder fast kahl, im oberen Teil, insbesondere bei den Verzweigungen, dicht bedeckt mit schmalen (fast fadenförmigen) membranösen Drüsenhaaren.
Die Formen der unteren, mittleren und oberen, fein gezähnten und spitzen Laubblätter sind unterschiedlich. Die unteren, gestielten Blätter sind groß und pfeil-, herzförmig. Ihre Länge erreicht bis zu 50 cm. Die Stiele sind teils, mehr oder weniger geflügelt. Die mittleren sind leierförmig. Die oberen, kleineren Blätter sind sitzend und eilanzettlich oder lanzettlich und ungleichmäßig gezähnt. Die Blätter sind oberseits schwach behaart und unterseits behaart.
Die 25–30-blütigen Blütenkörbe sind zylindrisch und befinden sich in einem rispigen Gesamtblütenstand. Die Blütenstandsstiele sind drüsig. Es ist eine drüsige Hülle vorhanden, die Hülllänge beträgt bis 15 mm, die Breite ca. 8 mm. Die zwittrigen Zungenblüten sind weiß-rosa oder -violett, die Zungen sind gezähnt. Die Köpfe sind etwa 4–5 cm im Durchmesser.
Die rippigen und oliv-farbenen Achänen mit kurzem Hals sind ca. 6 mm lang und 1,5 mm breit, spindelförmig oder ellipsoid. Es ist ein zweireihiger Pappus ausgebildet.
Die Pflanze vermehrt sich durch Samen und Rhizome und wächst in Gruppen von etwa 20 Exemplaren. Die Pflanze blüht im Zeitraum von Juni bis September.

## Lebensraum
De Pflanze gedeicht an schattigen feuchten Orten; in Laub-, Nadel- und Mischwäldern an Waldrändern, in Waldlichtungen und Lichtungen zwischen Dickichten großer Gräser; in Erlen-Dickichten, entlang der Ufer von Flüssen und in Waldschluchten; in subalpinen Wiesen bis zu einer Höhe von 1000 Meter über dem Meeresspiegel.

## Vorkommen
Die Pflanze kommt im Europäischen Teil Russlands in Gebieten Westsibiriens wie der Region Perm der Oblast Swerdlowsk vor. Sie ist an den Westhängen des Mittleren und Süd-Urals, insbesondere in den Einzugsgebieten der Flüsse Sylwa und Tschussowaja und auf dem Berg Osljanka verbreitet.

## Gefährdung und Schutz
Die Pflanze wird aufgrund von Abholzung und Beweidung als seltene Art eingestuft. Die Dynamik der Verbreitung der Pflanze wird in den Naturschutzgebieten im Süden und Osten der Perm-Region überwacht. 2012 wurde sie in der Roten Liste der Region Orenburg aufgenommen und in die Kategorie 2 eingestuft.